# 白水帶風景區
22°35′15″N 113°06′44″E / 22.58759°N 113.11209°E

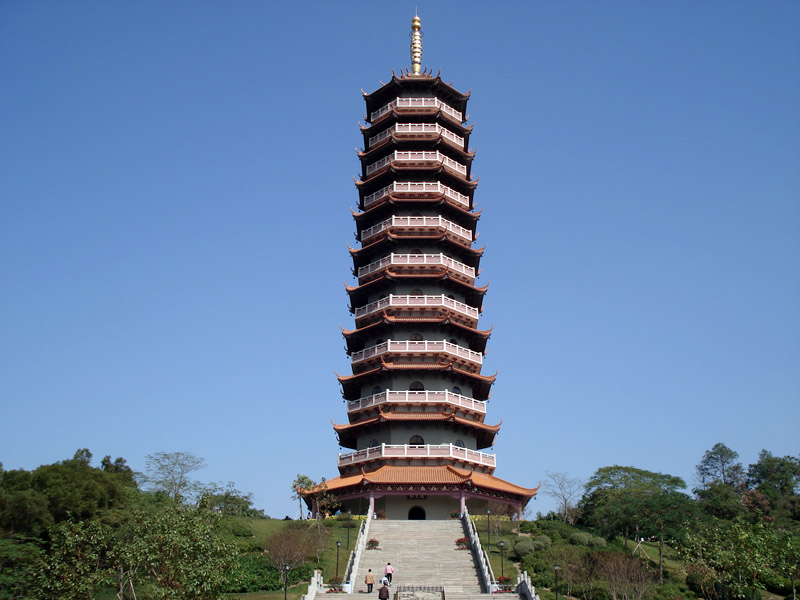
2006江门龙光塔_-_panoramio

白水帶風景區位於中華人民共和國廣東省江門市近郊江海區北部外海街道，是江门市区的主要旅游开发区，因有四十余座山峰山峦岩谷之间有一溪流流经麻园，远远望去形似一条白色缎带而得名。

## 歷史
中华人民共和国成立后，白水带风景区得到逐步开发。1985年，由市园林理处、原郊区政府和麻三管理区三方合作建设，初期占地面积约51万平方米。新建了天后庙、三圣庙和观音像等，修建了前、后门楼，开通了长3千米的环山公路。1993年，白水带至茶庵寺一带5平方千米的山地连成一片，成为江门市的大型旅游度假区。

## 景點
風景區內其中一個景點是白水帶水月宮。水月宮为麻园乡人马天宝、马玉麟父子（均为侍卫）倡建于清道光二十八年（1848年），依山而筑，宽4.6米，深3米，封火山墙结构，共八步架，绿琉璃剪边的；宫内有石岩，岩侧为神龛，供奉观世音神像。
風景區內另一個景點是龍光塔，於2000年建成，是一个中空的六边形塔形建筑。该塔高11层、78.90米，其中贴金的塔刹高约18米，底层直径27米，内层建有弧形梯级，每上层可以出到外厅观望外景。